# Fredrik von Friesendorff
Fredrik von Friesendorff (ur. 15 listopada 1707, zm. 26 sierpnia 1770) – szwedzki polityk i jurysta z XVIII wieku. 
Jego ojcem był polityk i dyplomata Carl Gustaf Friesendorff (1663-1715).
Był marszałkiem dwory następcy tronu Adolfa Fryderyka.  
W roku 1765 został kanclerzem Królestwa Szwecji (rikskansliråd).
Był przewodniczącym Szwedzkiej Rady Królewskiej w latach 1768–1769.
Jego żona była Katarina Elisabet Stjerndal. 